# Careproctus rimiventris
Careproctus rimiventris är en fiskart som beskrevs av Anatoly Petrovich Andriashev och Stein, 1998. Careproctus rimiventris ingår i släktet Careproctus och familjen Liparidae. Inga underarter finns listade.